# Študlov (Zlín)
Študlov (in tedesco Studlow) è un comune della Repubblica Ceca facente parte del distretto di Vsetín, nella regione di Zlín.